# Comuna de Suwałki
Suwałki (polaco: Gmina Suwałki) é uma gminy (comuna) na Polónia, na voivodia de Podláquia e no condado de Suwałki. A sede do condado é a cidade de Suwałki.
De acordo com os censos de 2004, a comuna tem 6371 habitantes, com uma densidade 24,1 hab/km².

## Área
Estende-se por uma área de 264,82 km², incluindo:
- área agrícola: 54%
- área florestal: 28%

## Demografia
Dados de 30 de Junho 2004:
|                      | Total   | Total | Mulheres | Mulheres | Homens  | Homens |
| -------------------- | ------- | ----- | -------- | -------- | ------- | ------ |
|                      | pessoas | %     | pessoas  | %        | pessoas | %      |
| População            | 6371    | 100   | 3098     | 48,6     | 3273    | 51,4   |
| Densidade (pop./km²) | 24,1    | 100   | 11,7     | 11,7     | 12,4    | 12,4   |

De acordo com dados de 2002, o rendimento médio per capita ascendia a 1026,19 zł.

## Comunas vizinhas
- Bakałarzewo, Filipów, Jeleniewo, Krasnopol, Nowinka, Przerośl, Raczki, Suwałki, Szypliszki